# Грейсток, Ральф, 3-й барон Грейсток
Ральф Гре́йсток, 3-й баро́н Гре́йсток (англ. Ralph de Greystoke, 3rd Baron Greystoke; 18 октября 1353 — 6 апреля 1418) — пэр Англии и крупный землевладелец.

## Биография
Ральф Грейсток родился 18 октября 1353 года и был старшим ребёнком из четверых детей Уильяма Грейстока, 2-го барона Грейстока, и его второй жены Джоан Фицхью. По отцу Ральф принадлежал к английскому аристократическому роду Грейстоков, представители которого носили баронский титул и владели обширными поместьями в Камберленде, Уэстморленде, Нортумберленде, Дареме и Йоркшире. Сам Ральф родился в Рейвенсуортском замке в Норт-Йоркшире, которым владел родной брат его матери — Генри Фицхью. Отец мальчика умер, когда ему было почти шесть лет; опека над молодым бароном, его двумя братьями и сестрой, а также управление его имуществом были поручены будущему тестю Ральфа Роджеру Клиффорду, 5-му барону Клиффорду.
Большую часть начала своей взрослой жизни Ральф провёл на королевской службе на севере Англии, где служил хранителем Шотландских марок. Он также заседал в парламенте страны с 28 ноября 1375 года по 5 октября 1417 года.
В 1384 году Ральф возглавлял английские войска, разгромленные шотландцами по дороге к Роксбургскому замку. Грейсток был захвачен в плен и заключён в Данбарском замке, где ему было разрешено принимать пищу в большом зале; Ральф получал еду на собственной посуде, изъятой из его обоза вместе с портьерами, которые теперь красовались на стенах большого зала. Свобода Грейстоку стоила три тысячи марок, а также передачи в заложники его брата Уильяма, который заболел в Данбаре лихорадкой и вскоре умер. Тело Уильяма было погребено на территории замка, однако два года спустя было перезахоронено в Ньюминстерском аббатстве в Нортамберленде, где ранее был погребён дед Уильяма и Ральфа — 1-й барон Грейсток. Ральф вновь встретился с шотландцами на поле боя в битве при Хомильдон-Хилле в 1402 году.
В 1390-х годах Грейсток, разочарованный правлением Ричарда II, поддержал возвращение ссыльного Генри Болингброка, сына Джона Гонта и внука Эдуарда III. Грейсток вместе со своими людьми присоединился к изгнаннику в Донкастере в 1399 году и, после того, как Ричард II был низложен, с другими северными английскими лордами оставался верен Болингброку, взошедшему на престол под именем Генриха IV.
Ральф Грейсток умер 6 апреля 1418 года. В описи его имущества, составленной после смерти Грейстока, фигурировали жилые дома и земли в Уэстморленде, Нортумберленде и Йоркшире, а также особняки и замки в Грейстоке и Морпете.
Согласно статье о Грейстоках в Оксфордском биографическом словаре, Ральф был основателем колледжа семи мирских клириков в Грейстоке.

## Семья
Ральф был женат на Кэтрин Клиффорд, второй дочери своего бывшего опекуна Роджера Клиффорда, от которой у него было двое детей: сын Джон и дочь Мод. Джон (ок. 1390—1436) унаследовал баронский титул отца; был женат на Элизабет Феррерс, старшей дочери и наследнице Роберта Феррерса, 2-го барона Феррерса из Уэма, и Джоан Бофорт, близкой родственницы английских королей; с Элизабет у Джона было двенадцать детей, среди которых был сын Ральф, унаследовавший баронство отца. Мод была замужем за Одо Уэллсом, от которого родила двоих сыновей; супруг Мод не имел титула, однако её старший сын Лайонел унаследовал титул деда Джона Уэллса, 5-го барона Уэллса; младший сын Мод, Уильям, с 1461 года служил лорд-канцлером Ирландии.